# Liste der Baudenkmale in Plaaz
In der Liste der Baudenkmale in Plaaz sind alle denkmalgeschützten Bauten der mecklenburgischen Gemeinde Plaaz und ihrer Ortsteile aufgelistet (Stand 10. Februar 2021).

## Legende
In den Spalten befinden sich folgende Informationen:
- ID-Nr: Die Nummer wird von den Denkmalämtern der Landkreise vergeben. Wenn sie nicht bekannt ist, bleibt die Spalte leer. In dieser Spalte kann sich zusätzlich das Wort Wikidata befinden, der entsprechende Link führt zu Angaben zu diesem Denkmal bei Wikidata.
- Lage: die Adresse des Denkmales und die geographischen Koordinaten.
Link zu einem Kartenansichtstool, um Koordinaten zu setzen. In der Kartenansicht sind Denkmale ohne Koordinaten mit einem roten bzw. orangen Marker dargestellt und können in der Karte gesetzt werden. Denkmale ohne Bild sind mit einem blauen bzw. roten Marker gekennzeichnet, Denkmale mit Bild mit einem grünen bzw. orangen Marker.
- Bezeichnung: Bezeichnung, so wie sie in den offiziellen Listen der Denkmalämter steht. Ein Link hinter der Bezeichnung führt zum Wikipedia-Artikel über das Denkmal. Wenn die Bezeichnung der Denkmalämter inhaltlich fehlerhaft ist, ist in der Spalte „Beschreibung“ darauf hinzuweisen.
- Beschreibung: Beschreibung des Denkmales
- Bild: ein Bild des Denkmales und gegebenenfalls einen Link zu weiteren Fotos des Denkmals im Medienarchiv Wikimedia Commons

## Baudenkmale nach Ortsteilen

### Plaaz
| ID   | Lage                  | Bezeichnung      | Beschreibung | Bild             |
| ---- | --------------------- | ---------------- | ------------ | ---------------- |
| 2188 | Dorfstraße 6 (Karte)  | Fachwerkwohnhaus |              | Fachwerkwohnhaus |
| 2187 | Dorfstraße 50 (Karte) | Post             |              | Post             |

### Mierendorf
| ID   | Lage                  | Bezeichnung         | Beschreibung | Bild |
| ---- | --------------------- | ------------------- | ------------ | ---- |
| 2154 | Dorfstraße 45 (Karte) | Transformatorenhaus |              |      |
| 2155 | Dorfstraße 29 (Karte) | Landarbeiterhaus    |              |      |

### Recknitz
| ID   | Lage                | Bezeichnung            | Beschreibung | Bild           |
| ---- | ------------------- | ---------------------- | --- | -------------- |
| 2197 | Recknitz 8 (Karte)  | Friedhof mit Mausoleen | |                |
| 2198 | Recknitz 16 (Karte) | Hof Mellentin          | |                |
| 2199 | Recknitz 8 (Karte)  | Kirche                 | Die St. Bartholomäus-Kirche ist eine frühgotische, einschiffige Feldsteinkirche aus der Mitte des 13. Jahrhunderts. Im 14. Jahrhundert wurde das Schiff mit vier Kreuzrippengewölbe überhöht, das Satteldach hat einen Dachreiter. Spätere Ergänzungen sind aus Backstein ausgeführt worden. Der oberer Turmteil besteht aus einem Krüppelwalmdach und wurde mit einem Holzfachwerk errichtet. Die südliche Vorhalle hat einen Treppengiebel. An der Nordseite des quadratischen Chors wurde eine quadratische Sakristei angebaut, die Sakristei hat ein Kuppelgewölbe. Im Innen befindet sich ein Schnitzaltar aus dem 15. Jahrhundert, Kanzel und Patronatsstuhl sind von 1579. Das Chorgestühl, der Beichtstuhl und die Orgel stammen aus dem 18. Jahrhundert. | Weitere Bilder |
| 2200 | Recknitz 20 (Karte) | Schmiede               | |                |
| 2201 | Recknitz 10 (Karte) | ehem. Schule           | |                |

### Spoitgendorf
| ID   | Lage                  | Bezeichnung                              | Beschreibung | Bild |
| ---- | --------------------- | ---------------------------------------- | --- | ---- |
| 2263 | Dorfstraße 28 (Karte) | Gutshaus                                 | Neogotischer, sanierter, 2- und 3-gesch., gelber Ziegelbau von 1893 nach Plänen von Gotthilf Ludwig Möckel mit 3-gesch. Turm und vielen Risaliten; heute touristische Nutzung. |      |
| 2264 | Dorfstraße            | Stall der ehem. Gutsanlage               | |      |
| 2265 | Dorfstraße            | Wappen im Giebeldreieck der Stallscheune | |      |

### Wendorf
| ID   | Lage | Bezeichnung | Beschreibung | Bild |
| ---- | ---- | ----------- | ------------ | ---- |
| 2293 |      | Rundscheune |              |      |

### Zapkendorf
| ID   | Lage                        | Bezeichnung                                                    | Beschreibung | Bild |
| ---- | --------------------------- | -------------------------------------------------------------- | --- | ---- |
| 2298 | Zapkendorf 21/22/23 (Karte) | Gutsanlage mit Gutshaus, Park, Marstall und Wirtschaftsgebäude | 2-gesch., 13-achsiges, geputztes Herrenhaus der Familie von Buch vom Anfang des 18. Jahrhunderts mit Mansarddach und 3-gesch. Mittelrisalit mit Satteldach und mit Dreiecksgiebel und parkseitig mit Segmentgiebel und Freitreppe; nach 1945 Feierabendheim bzw. 1992/95 Umbau zum Pflegeheim. 1- und 2-gesch. Kavalierhaus und Mansarddach. |      |